# Progrés
|  | Per a altres significats, vegeu «Progrés (Badalona)». |

El progrés és una evolució cap a estadis més perfectes, per tant en positiu, sovint oposant-se a involució o decadència. Se sol usar el terme en un sentit no material, és a dir, una descàrrega informàtica pot progressar per exemple, en el sentit que avança, però usualment es reserva la paraula per parlar de canvis socials o ideològics.
Aquesta idea que la vida o la humanitat avancen suposa una determinada concepció del temps, per això és impossible en cultures que creuen que el temps és cíclic i a més a més implica optimisme i una visió teleològica (creure que tots els éssers es van perfeccionant i igualment les comunitats a què pertanyen). Per això va sorgir amb la Il·lustració i va consolidar-se al segle xix, amb els grans canvis tècnics associats a la Revolució Industrial.

## Progrés biològic
El progrés en biologia afirma que en l'evolució natural, les espècies es van perfeccionant de manera gradual, de manera que les existents avui dia són més complexes i millors que les que van existir en un passat. Cada espècie assoleix en cada moment l'estadi màxim de perfecció possible. Els partidaris del disseny intel·ligent creuen que aquest progrés s'explica perquè hi ha un Déu creador que planifica l'avanç de les espècies, que culminen en l'ésser humà. Altres científics anomenen a aquest procés ortogènesi, afirmant que és una tendència natural dels éssers vius perfeccionar-se (seguint les idees d'Aristòtil).
Per contra, altres teòrics argumenten que les espècies no són millors o pitjors, que depèn del medi on visquin, per tant una espècie anterior pot estar més adaptada o menys al seu entorn, de forma que les adaptades sobreviuen i les altres no. No hi ha per tant un progrés sostingut, sinó una sèrie de canvis motivats per l'atzar que fan possible la selecció natural dels organismes més aptes per viure en determinades circumstàncies. A més a més, s'observen evolucions que impliquen recuperar trets ja perduts quan aquests són més útils per a nous entorns.

## Progrés social i econòmic
El progrés social i econòmic implica la creença que la societat present té més quotes de benestar que les anteriors, fruit del progrés en altres camps, seguint les teories d'Auguste Comte i Herbert Spencer. Els individus resolen més pacíficament els conflictes (fins i tot creant institucions de diàleg o arbitri com l'ONU), l'esperança de vida augmenta i la riquesa dels països també, fet que permet una seguretat i unes possibilitats impensables en altres períodes: per exemple l'home contemporani pot gaudir de lleure complex perquè els aliments estan garantits, a diferència dels homes de la prehistòria que havien d'esmerçar gran part del seu temps buscant menjar. Els avenços mèdics han permès guarir malalties i les millores tècniques han possibilitat invents que adapten millor l'entorn a la vida humana. L'Estat del benestar garanteix en molts indrets unes prestacions mínimes a tothom. Aquesta noció de progrés, controvertida, és la que usen sovint els partits polítics, especialment d'ideologia propera a l'esquerra, que centren el seu programa en reivindicacions de canvi per assegurar aquest progrés (contestat pels seus adversaris).
No tothom comparteix, en efecte, aquesta idea. L'existència permanent de la guerra, ara a gran escala, la desigualtat creixent entre Estats i l'alienació sorgida de determinades formes d'organitzar el treball són per a alguns proves que la societat no evoluciona. Denuncien a més a més una pèrdua progressiva de llibertats enfront l'Estat controlador, la inoperància dels sistemes d'arbitri i govern i una manipulació dels individus a partir de la ideologia i la publicitat per assegurar que el sistema es mantingui malgrat ser imperfecte o fins i tot nociu. L'ecologisme a part afirma que no es pot parlar de progrés econòmic quan això implica perjudicar el medi ambient, font última de recursos de qualsevol sistema.
La polèmica principal radica entorn si el progrés, suposant que existeixi, està lligat al capitalisme i la democràcia (model proposat per Occident).

## Progrés científic
La filosofia de la ciència afirma que hi ha un progrés discontinu, basat en el canvi de paradigma (noció de Thomas Kuhn) i en una major comprensió de l'entorn físic de l'ésser humà. Segons aquesta concepció, el saber és acumulatiu, de manera que s'aprofiten les descobertes d'altres períodes per seguir la recerca i augmentar la capacitat d'explicació i predicció de les lleis que regeixen l'Univers. Les controvèrsies se centren a determinar si aquest progrés tècnic va acompanyat de progrés moral i social (i si la relació ha d'existir o per contra la ciència ha de romandre al marge d'aquestes qüestions) i sobre els efectes dels avenços, amb estudis com els de John Hicks.

## Progrés de la civilització
La suma dels progressos anteriors hauria de concloure en un progrés de la civilització, que està lligat a l'ètica. Les preguntes són si avança la història en el seu conjunt i si aquest avanç és en positiu. Hegel va sintetitzar un model que explica com la història canvia de sistema de forma dialèctica, afirmant per tant que l'evolució es donava, concepte romàntic desconegut per a civilitzacions orientals o antigues.
Els partidaris del progrés afirmen que la civilització avança i que si se sumen les quotes de benestar, el major coneixement i les institucions per intentar regular la convivència, es pot dir que el sistema global va millorant, encara que sovint aquest avanç no sigui lineal. Lliguen el progrés al sentit de la vida, tant particular com de tota la raça humana.
D'altres neguen aquesta millora i o bé postulen que l'ésser humà sempre és el mateix, incloent les passions i instints negatius, o bé afirmen que va empitjorant, en línia amb l'existencialisme de postguerra (fortament influït per l'holocaust i la bomba atòmica) o el mite grec de l'edat d'or, que afirma que l'home va néixer pur i vivia en un paradís mentre que la societat l'ha fet pitjor, augmentant les seves preocupacions (mite recollit per filòsofs com Hobbes o Jean-Jacques Rousseau).

### Com progressar
Dins els partidaris, va haver una sèrie de posicions durant la història. Fins a finals del segle xix es creia que el progrés es portava mitjançant les missions cristianes per part de les posicions religioses cristianes o per part dels humanistes d'idees liberals o socialistes. Més tard, als anys anteriors a la Primera Guerra Mundial, és a dir, a principis del segle xx, va aparèixer un corrent de pensament anomenat racisme científic que creia que el progrés es basava en la selecció genètica artificial.